# 스템피드 코랄
스템피드 코랄((영어: Stampede Corral) 캐나다 앨버타주 캘거리에 위치한 실내 경기장이다. 과거 WHA 캘거리 카보이스와 NHL 캘거리 플레임스의 홈경기장으로 사용했다.